# Лорд-адмирал
 Вижте също: Лордове на Адмиралтейството.
Лорд-адмирал (на английски: Lord Admiral), или лорд върховен адмирал (Lord High Admiral), е висша държавна длъжност във Великобритания.
Лорд-адмиралът осъществява върховното командване на кралския флот, контролира състоянието на всички морски пристанища на държавата, заливите с навигация и крайбрежията. Назначава съдиите по морско право за граждански и наказателни дела.

## История
Англия
В Кралство Англия длъжността на лорд-адмирала възниква около 1400 г. При крал Хенри VIII е създаден Морски съвет, който надзирава всички административни въпроси на кралския флот, а оперативното управление на флота остава за лорд-адмирала. От 1628 г., след убийството на Бъкингамския херцог Джордж Вилиърс, функциите на лорд-адмирала постепенно преминават към колективен орган – Комитета на лордовете-заседатели на Адмиралтейството, начело с първия лорд на Адмиралтейството, който едновременно с това е и член на правителството.
Шотландия
В Кралство Шотландия историята на института на лорд-адмирала започва от към началото на 15 век. Първоначално тази длъжност е наследствена за клана на графовете Ботвел, а по-късно – за херцозите Ленъкс. След обединението през 1707 г. на Англия и Шотландия функциите на лорд-адмирал на Шотландия преминават към лорд-адмирала на Великобритания, на който е подчинен вицеадмирал за Шотландия, имащ главно съдебни полномощия.
Великобритания
Започвайки от 1709 г. (с изключение на периода 1827 – 1828 г.), задълженията на лорд-адмирала на Великобритания постоянно се изпълняват от членовете на Адмиралтейския комитет.
През 1964 г. Адмиралтейството влиза в състава на Министерството на отбраната на Великобритания и комитетът е разпуснат, а церемониалната титла на лорд-адмирала се връща при короната. През 2011 г. кралица Елизабет II дава титлата лорд-адмирал на своя съпруг Филип, херцог на Единбург, в чест на неговия 90-годишен юбилей.